# Abakavir/lamivudin
Abakavir/lamivudin (marknadsförs bland annat under varumärket Kivexa) är ett läkemedel som används för att behandla hiv och aids. Det är en fast kombination, det vill säga en kombination med bestämd dos av abakavir och lamivudin. Kombinationsläkemedlet skall enligt rekommendation endast användas tillsammans med andra bromsmediciner mot hiv för att förebygga resistensutveckling. Kombinationen används ofta som del av förstahandsbehandling av barn. Läkemedlet tas som en tablett.
Vanliga biverkningar är sömnsvårigheter, huvudvärk, depression, trötthet, illamående, hudutslag och feber. Allvarliga biverkningar kan vara förhöjda laktatnivåer, allergiska reaktioner, och leverförstoring. Abacavir/lamibudin rekommenderas inte till personer med den specifika genen HLA-B*5701. Behandling under graviditet är inte välstuderat, men verkar vara okej. Lamivudin och abakavir tillhör båda klassen nukleosidära revers-transkriptas-hämmare (NRTI).
Abakavir/lamivudin godkändes för medicinsk användning i USA år 2004. Läkemedelskombinationen tillhör Världshälsoorganisationens lista över essentiella läkemedel som behövs för ett grundläggande hälso- och sjukvårdssystem. Bruttokostnaden i utvecklingsländer var mellan 14,19 och 16,74 USD per månad år 2014. Kostnaden för en typisk månad av läkemedelsbehandling i USA var mer än 200 USD under år 2015.